# Mallotus pallidus
Mallotus pallidus är en törelväxtart som först beskrevs av Airy Shaw, och fick sitt nu gällande namn av Airy Shaw. Mallotus pallidus ingår i släktet Mallotus och familjen törelväxter. Inga underarter finns listade i Catalogue of Life.